# Josef Seger (Leichtathlet)
Josef Seger ist ein ehemaliger Liechtensteiner Leichtathlet, der auf den Zehnkampf spezialisiert war.
Seger nahm bei den Olympischen Spielen 1948 in London teil. Im Zehnkampf nahm er jedoch nur an sieben der zehn Disziplinen teil.